# جراوة (قبيلة أمازيغية)
جراوة (في لغة البربر كانت: جراون) قبيبلة رحل أمازيغ زناتة تحولت إلى اليهودية، وربما المسيحية كذلك. حكمت القبيلة في شمال غرب إفريقيا قبل القرن السابع وأثناءه. تحت حكم الكاهنة ديهيا، قادت القبيلة المقاومة البربرية ضد الفتح الإسلامي العربي الأموي في أواخر القرن السابع.